# Aluísio Azevedo
Aluísio Tancredo Gonçalves de Azevedo (n. 14 aprilie 1857, São Luís, Maranhão, Brazilia – d. 21 ianuarie 1913, Buenos Aires, Argentina) a fost prozator brazilian.

## Opera
- 1880: O lacrimă de femeie ("Uma Lágrima de Mulher");
- 1881: Mulatrul ("O mulato");
- 1884: Casă cu chirie ("Casa de pensão");
- 1890: Stupul ("O cortiço");
- 1890: Scheletul ("O esqueleto").